# Gro Hammerseng-Edin
Gro Hammerseng-Edin, née Gro Hammerseng le 10 avril 1980 à Gjøvik, est une handballeuse norvégienne évoluant au poste de demi-centre. Elle est notamment championne olympique en 2008 et a été élue meilleure joueuse de l'année en 2007 par la Fédération internationale de handball (IHF). Elle est la femme d'Anja Hammerseng-Edin.

## Biographie
Elle fait partie des meilleures joueuses de son époque, redoutée pour son jeu vif et précis ainsi que ses tirs soudains. Elle est également triple championne d'Europe (2004, 2006, 2010) et deux fois vice-championne du monde avec l'équipe nationale de Norvège. Depuis 2010, elle évolue au sein du club de Larvik HK, dans le championnat norvégien.
En août 2010, elle se sépare de Katja Nyberg, sa compagne depuis 2005. Elle s'est mariée en août 2013 avec sa compagne Anja Edin qui joue dans le même club qu'elle : toutes deux apparaissent sur le site du club avec le patronyme Hammerseng-Edin. Elle est également maman d'un petit garçon prénommé Mio né en février 2012.

## Palmarès

### Club
compétitions internationales
- vainqueur de la Ligue des champions en 2011 (avec Larvik HK)
- vainqueur de la coupe d'Europe des vainqueurs de coupe en 2004 (avec FC Midtjylland)
- finaliste de la coupe EHF en 2007 (avec FC Midtjylland)

compétitions nationales
- vice-championne du Danemark en 2008 (avec FC Midtjylland)
- finaliste de la coupe du Danemark en 2003 et 2004 (avec FC Midtjylland)
- championne de Norvège en 2011, 2012, 2013, 2014, 2015, 2016 et 2017 (avec Larvik HK)
- vainqueur de la coupe de Norvège en 2011, 2012, 2013, 2014, 2015, 2016 et 2017 (avec Larvik HK)

### Sélection nationale
Jeux olympiques 
- Médaille d'or aux jeux olympiques de 2008 à Pékin,  Chine

championnat du monde 
- finaliste du championnat du monde 2007,  France[3]
- finaliste du championnat du monde 2001,  Italie

championnat d'Europe
- vainqueur du championnat d'Europe 2010
- vainqueur du championnat d'Europe 2006
- vainqueur du championnat d'Europe 2004
- finaliste du championnat d'Europe 2002

autres
- Internationale norvégienne depuis le 29 novembre 2000 contre la Pologne.
- 167 sélections en équipe nationale après l'Euro 2010, pour 631 buts.

### Distinctions individuelles
- élue meilleure handballeuse de l'année en 2007
- élue meilleure joueuse et meilleure demi-centre du Championnat d'Europe 2004 et du Championnat d'Europe 2006
- élue meilleure arrière gauche du Championnat du monde 2007
- élue meilleure demi-centre du Championnat d'Europe 2010[4]
- meilleure marqueuse de la Coupe EHF en 2008 avec 66 buts[5]
- élue meilleure demi-centre du championnat du Danemark en 2005[6]

## Galerie

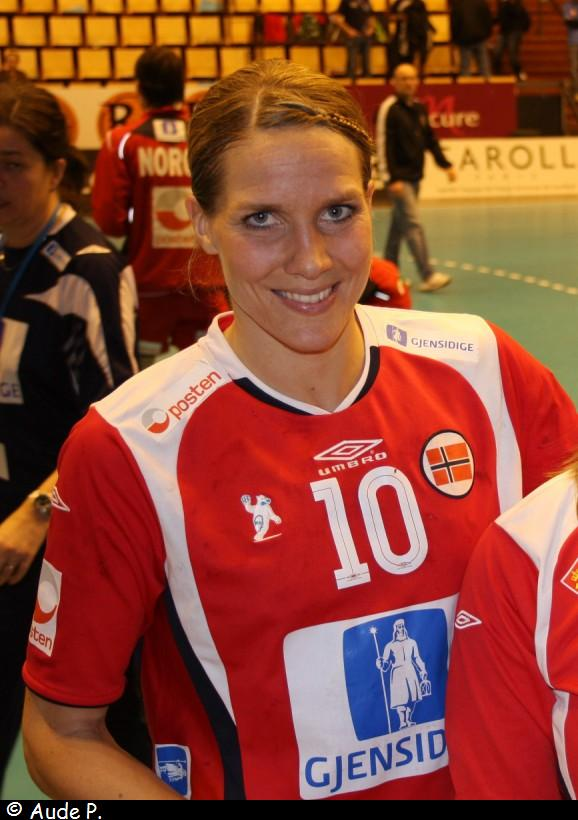
Gro Hammerseng en 2009